# Hoa hậu Thế giới 1980

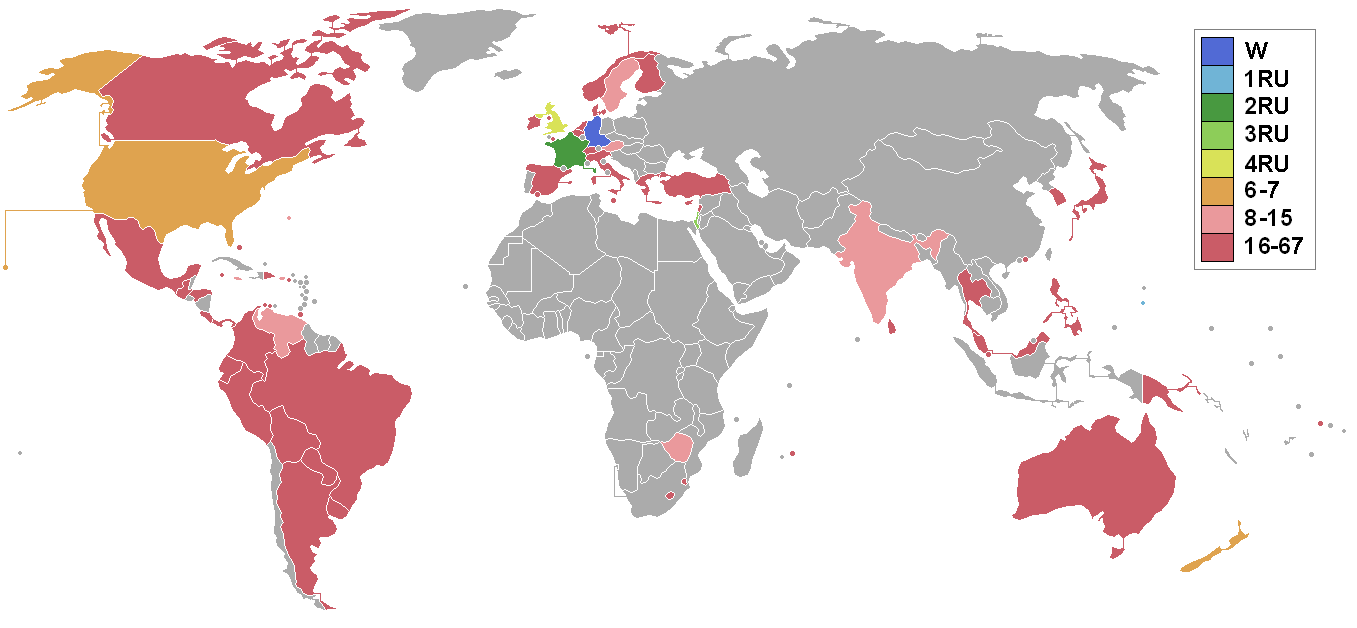
Các quốc gia và vùng lãnh thổ tham dự cuộc thi và kết quả.

Là cuộc thi lần thứ 30 diễn ra ngày 13 tháng 11 năm 1980 tại Royal Albert Hall, Luân Đôn, Vương quốc Anh. Người chiến thắng là Gabriella Brum từ Đức. Á hậu 1 là Kimberley Santos đại diện từ Guam. Vào ngày 14 tháng 11, Gabriella Brum từ bỏ ngôi sau 18 tiếng giữ vương miện và 14 ngày sau, Kimberley Santos từ Guam trở thành Hoa hậu Thế giới.

## Kết quả

### Thứ hạng
| Kết quả               | Thí sinh |
| --------------------- | --- |
| Hoa hậu Thế giới 1980 | - Đức – Gabriella Brum (Từ bỏ vương miện) - Guam – Kimberley Santos (Thay thế ngôi vị) |
| Á hậu 2               | - Pháp – Patricia Barzyk |
| Á hậu 3               | - Israel – Anat Zimmermann † |
| Á hậu 4               | - Vương quốc Anh – Kim Ashfield |
| Top 7                 | - New Zealand – Vicky Lee Hemi - Hoa Kỳ – Brooke Alexander |
| Top 15                | - Áo – Sonya-Maria Schlepp - Bermuda – Zina Marie Minks - Ấn Độ – Elizabeth Anita Reddi - Jamaica – Michelle Ann Harris - Puerto Rico – Michelle Torres Cintrón - Thụy Điển – Kerstin Monika Jenemark - Venezuela – Hilda Abrahamz - Zimbabwe – Shirley Richard Nyanyiwa |

## Giải thưởng đặc biệt
| Giải thưởng     | Thí sinh                    |
| --------------- | --------------------------- |
| Hoa hậu Cá tính | - Canada: Annette Labrecque |
| Hoa hậu Ảnh     | - Ireland: Michelle Rocca   |

## Thí sinh
| Quốc gia/Lãnh thổ    | Thí sinh                                    |
| Argentina            | Elsa Cecilia Galotti                        |
| Aruba                | Ethline Ambrosia Dekker                     |
| Úc                   | Linda Leigh Shepherd                        |
| Áo                   | Sonya-Maria Schlepp                         |
| Bahamas              | Bernadette Louise Cash                      |
| Bỉ                   | Brigitte Biche Billen                       |
| Bermuda              | Zina Maria Minks                            |
| Bolivia              | Sonia Giovanna Malpartida                   |
| Brazil               | Loiane Rogeria Aiache                       |
| Canada               | Annette Labrecque                           |
| Quần đảo Cayman      | Delia Devon Walter                          |
| Colombia             | Maria Cristina Valencia Cardoña             |
| Costa Rica           | Marie Claire Tracy Coll                     |
| Curaçao              | Soraida Celestina de Windt                  |
| Síp                  | Parthenopi (Mara) Vassiliadou               |
| Đan Mạch             | Jane Bill                                   |
| Cộng hòa Dominica    | Patricia Polanco Alvarez                    |
| Ecuador              | Gabriela Maria Catelina Rios Roca           |
| Phần Lan             | Ritva Helena Tamio                          |
| Pháp                 | Patricia Barzyk                             |
| Đức                  | Gabriella Brum                              |
| Gibraltar            | Yvette Dominguez                            |
| Hy Lạp               | Vera Zacharopoulou                          |
| Guam                 | Kimberley Santos                            |
| Guatemala            | Lizabeth (Ligia) Iveth Martinez Noack       |
| Hà Lan               | Desiree Maria Johanna Nicole Geelen         |
| Honduras             | Rosario Etelvina (Ethel) Raudales Velasquez |
| Hồng Kông            | Trần Phượng Chi                             |
| Ấn Độ                | Elizabeth Anita Reddi                       |
| Ireland              | Michelle Mary Teresa Rocca                  |
| Đảo Man              | Voirrey (Flory) Melanie Wallace             |
| Israel               | Anat Zimmermann                             |
| Ý                    | Stefania de Pasquaci                        |
| Jamaica              | Michelle Ann Harris                         |
| Nhật Bản             | Kanako Ito                                  |
| Jersey               | Karen Rosemary Poole                        |
| Hàn Quốc             | Chang Sun-ja                                |
| Liban                | Celeste El-Assai                            |
| Lesotho              | Lit'sila Alina Lerotholi                    |
| Malaysia             | Callie Liew Tan Chee                        |
| Malta                | Frances Lucy Duca                           |
| Mauritius            | Christiane Carol Mackay                     |
| Mexico               | Claudia Mercedes Holley                     |
| New Zealand          | Vicky Lee Hemi                              |
| Na Uy                | Maiken Nielsen                              |
| Panama               | Aurea Horta Torrijos                        |
| Papua New Guinea     | Mispah Alwyn                                |
| Paraguay             | Celia Noemi Schaerer                        |
| Peru                 | Slivia Roxana Vega Ramos                    |
| Philippines          | Milagros (Mila) Guidote Nabor               |
| Puerto Rico          | Michelle Torres Cintron                     |
| Singapore            | Adda Pang                                   |
| Tây Ban Nha          | Francisca (Paquita) Ondiviela Otero         |
| Sri Lanka            | Bernadine Rosemarie Fernando Ramanyake      |
| Swaziland            | Nomagoisa Cawe                              |
| Thụy Điển            | Kerstin Monika Jenemark                     |
| Thụy Sĩ              | Jeannette Linkenheil                        |
| Thái Lan             | Unchulee Chaisawan                          |
| Trinidad và Tobago   | Maria Octavia Chung                         |
| Thổ Nhĩ Kỳ           | Fahriye Funda Ayloglu                       |
| Vương quốc Anh       | Kim Ashfield                                |
| Hoa Kỳ               | Brooke Alexander                            |
| Uruguay              | Ana Claudia Carriquiry                      |
| Venezuela            | Hilda Astrid Abrahamz Navarro               |
| Quần đảo Virgin (Mỹ) | Palmira Frorup                              |
| Tây Samoa            | Liliu Tapuai                                |
| Zimbabwe             | Shirley Richard Nyanyiwa                    |

## Chú ý

### Lần đầu tham gia
- Zimbabwe

### Trở lại
| - Lần cuối tham gia vào năm 1977: - Papua New Guinea | - Lần cuối tham gia vào năm 1978: - Curaçao |

### Bỏ cuộc
| - Chile - El Salvador - Iceland | - Nigeria - Bồ Đào Nha - Tahiti |